# 納爾齊濟夫卡 (切爾沃諾阿爾米西克區)
50°35′7″N 28°11′34″E / 50.58528°N 28.19278°E
納爾齊濟夫卡（烏克蘭語：Нарцизівка）是烏克蘭北部的村莊，隸屬日托米爾州的日托米爾區。該村始建於1917年，面積0.5平方公里，海拔高度230米，2001年人口90，人口密度每平方公里179.28人。